# Kaci Brown
Kaci Deanne Brown (7 de julio de 1988) es una cantante de pop y R&B estadounidense.

## Carrera profesional
Brown nació en Sulphur Springs, Texas, hija de James Michael Brown y Annette Marie Thomas. Antes de firmar un contrato récord a la edad de 13 años, Brown trabajo con la  compañía publicista Still Working Music, propiedad de la viuda de Roy Orbison, Babara y firmó su primer contrato con Interscope Records.
En 2005, lanzó su primer sencillo Unbelievable. El Video musical alcanzó el puesto #18 en el Top 20 en un especial de MTV TRL y la canción alcanzó el puesto número 1 en Radio Disney. El 9 de agosto de 2005 fue lanzado su álbum debut Instigator. El álbum fue producido por Tony Gad y Brown quien escribió 10 de las 11 canciones, el álbum entró en el Top Heatseekers de la revista Billboard ocupando el puesto # 13. Brown realizó actuaciones en Jimmy Kimmel Live, MTV y ABC para promover el LP.
En enero de 2006, Brown participó en el "John Lennon Educational Tour Bus", dio algunas actuaciones y consejos  a los niños sobre como escribir una buena canción.
El 9 de mayo de 2006 , su segundo sencillo "Instigator" fue lanzado. La canción contaba con la colaboración de dos raperos desconocidos VA Slim y El FUDGE. La canción solo alcanzó el puesto #80 en "Mediabase", el #9 en "Hot Dance Music / Club Play" y el #13 en "Hot Dance Single Sales".
El 9 de octubre de 2007, dio a conocer en su blog de My Space diciendo a sus fanes ; "No puedo esperar para compartir con ustedes en lo que he estado trabajando"

## Discografía

### Álbumes
- 2005 Instigator

### Singles
- 2005 "Unbelievable"
- 2006 "Instigator"

- Datos: Q445481
- Multimedia: Kaci Brown / Q445481